# Meteorologiåret 1926

## Händelser

### Februari
- 28 februari – 327 centimeter snö uppmäts i Kopparåsen, Sverige vilket innebär snödjupsrekord för svenska Lappland [1].

### Juni
- 10 juni – 3.05 inch nederbörd faller över Mahoning i Minnesota, USA på 45 minuter [2].

### Juli
- 14 juli - Sverige är drabbat av värmeböljan 1926 och har den högsta temperaturen i Europa [3].

### September
- 1 september – Ett kort, intensiv, åskväder härjar i innerstaden i Minneapolis i Minnesota, USA [4].

### Oktober
- Oktober - Kraftiga snöfall, med lokalt över 30 centimeter snö, i Götaland, Sverige [5].

### December
- 2 december - En snöstorm och kalla temperaturer gör att Saint Mary's-floden som sammanbinder Huronsjön med Övre sjön blockeras av is, något som vanligtvis sker om vårarna och inte tidigt under vintern [6].

### Okänt datum
- Ett kraftigt inflöde till Östersjön inträffar [7]
- Danmarks Meteorologiske Institut övertar flygväderservice från Statens Luftfartsvæsen [8].

## Födda
- 26 april – Bill Matheson, kanadensisk TV-meteorolog.

## Avlidna
- Okänt datum – Karl Leonard Hagström, svensk fysiker och meteorolog.

### Fotnoter
1. ↑  SMHI
2. ↑  ”Arkiverade kopian”. Arkiverad från originalet den 26 juli 2010. https://web.archive.org/web/20100726102347/http://www.climate.umn.edu/pdf/day_in_weather_history/june_wx_history.pdf. Läst 16 februari 2011.
3. ↑  Hundra år i Sverige - 1926, Hans Dahlberg, Albert Bonniers, 1999
4. ↑  ”Arkiverade kopian”. Arkiverad från originalet den 26 juli 2010. https://web.archive.org/web/20100726102501/http://www.climate.umn.edu/pdf/day_in_weather_history/september_wx_history.pdf. Läst 16 februari 2011.
5. ↑  SMHI
6. ↑  ”Dan, Dan the Weatherman's Canadian Weather Trivia Page”. Arkiverad från originalet den 9 september 2013. https://web.archive.org/web/20130909001246/http://www.dandantheweatherman.com/cantriv.html. Läst 7 mars 2011.
7. ↑  SMHI
8. ↑  DMI